# تييري بورغينيون
تييري بورغينيون (بالفرنسية: Thierry Bourguignon)‏ هو دراج فرنسي، ولد في 9 ديسمبر 1962 في لامور في فرنسا.

## وصلات خارجية
- تييري بورغينيون على موقع أرشيف الدراجات (الإنجليزية)
- تييري بورغينيون على موقع إحصائيات الدراجات الإحترافية (الإنجليزية)
- تييري بورغينيون على موقع نسبة الدراجات (الإنجليزية)